# Géza Szávai

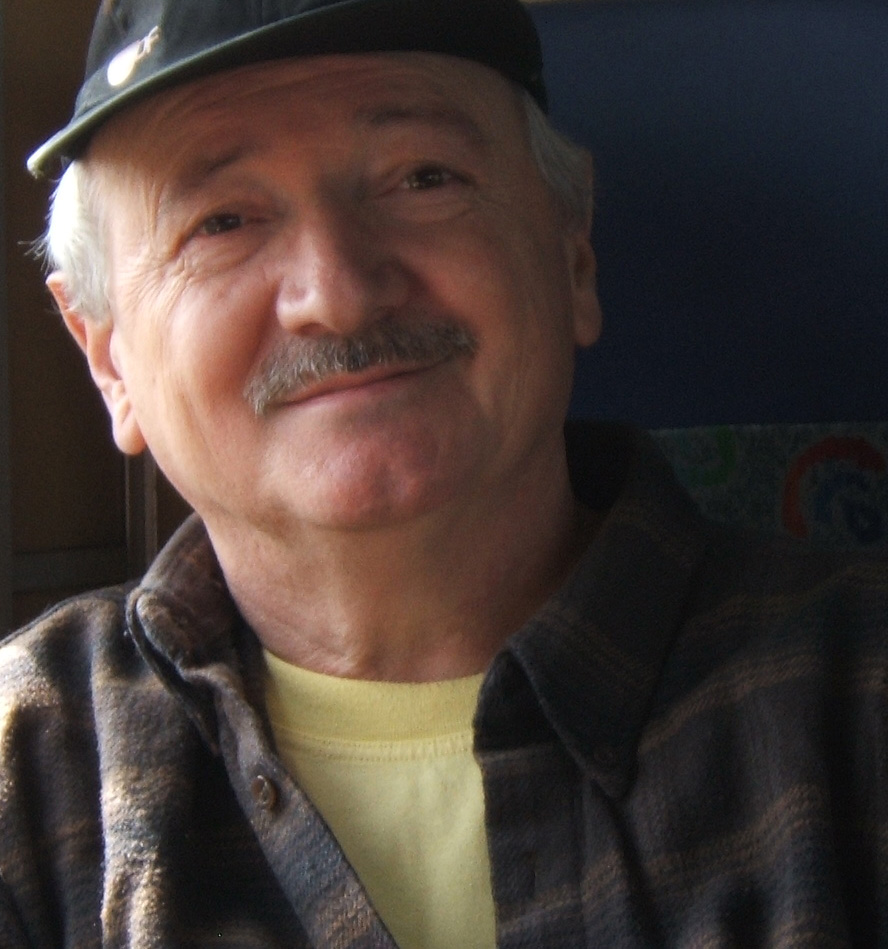
Géza Szávai im Jahr 2007

Géza Szávai (* 4. Dezember 1950 in Cuşmed, ungarisch Küsmöd, im Szeklerland, Siebenbürgen, Rumänien) ist ein ungarischer Schriftsteller, Übersetzer, Kritiker und Essayist.

## Leben
Szávai absolvierte die Mittelschule in Cristuru Secuiesc (ungarisch Székelykeresztúr), studierte an der Klausenburger Babeș-Bolyai-Universität Cluj (rumänisch Universitatea Babeş-Bolyai) und wurde 1973 Gymnasiallehrer für ungarische und französische Sprache und Literatur. Er unterrichtete in Schulen im Szeklerland und wurde danach Journalist und Redakteur. Von 1979 bis 1988 war er Redakteur bei der Bukarester Wochenschrift A Hét. Seit 1988 lebt er in Budapest. Im Jahre 1994 gründete er den Verlag Pont (Pont Kiadó), dessen Chefredakteur er seitdem ist. Er rief mit europäischen und amerikanischen Freunden das internationale Programm CONFLUX (CONFLUX als Gegensatz zu CONFLICT) ins Leben.
Szávai ist mit Ilona Szávai (geb. Ilona Simon), Chefredakteurin der Zeitschrift Fordulópont (Wendepunkt), verheiratet. Sie haben eine Tochter namens Eszter Szávai.

## Literarisches
Als Romanautor ist Szávai ein Anhänger der Vielfalt dieser Gattung. Sein bekanntester Roman Székely Jeruzsálem (Szekler Jerusalem, ein Essay-Roman über die Identität) ist eine Darstellung der 400-jährigen Geschichte der Szekler – „seelischer Juden“ –, die zur jüdischen Religion wechselten. Der von Kritikern als „monumental“ bezeichnete Roman Múlt évezred Marienbadban (Vergangenes Jahrtausend zu Marienbad) schildert die menschlichen und gesellschaftlichen Krisen in Ungarn nach der Systemwende. Schauplatz von Aletta bárkája (Alettas Kahn) ist ein, nach den blutigen Christenmorden im 17. Jahrhundert für 200 Jahre in sich geschlossenes, Japan. 
Szávai vertritt die Meinung, dass jeder seiner Romane eine eigene Gattung darstellt. Seiner Meinung nach kann eine Geschichte, auch auf einigen Seiten, so erzählt werden, dass man sie als einen Roman wahrnehmen kann. In seiner Serie Kisregények és nagyregények (Kleinromane und Großromane) experimentiert er mit dieser ungewöhnlichen Methode des Romanschreibens. Im Jahr 2008 begann er, Bücher dieser über Jahrzehnte angefertigten Serie mit dem Band Valaki átment a havon (Jemand ist durch den Schnee gegangen) zu veröffentlichen. In Bezug auf seinen Roman Csodálatos országokba hoztalak (Ich habe dich in wunderbare Länder gebracht) meinte Szávai in einem Interview: „Man hört heutzutage einen Begriff, der modisch ist: Weltmusik. Nun, auch Weltromane finden in den Tiefen statt.“ Das „Wunderbare“ betreffend, meinte er: „Ich verwende das Wort ‚wunderbar‘ mit etlicher Selbstironie, mit genügend Bitterkeit, aber doch mit einem leidenschaftlichen Ernst“. 

## Werke

### Romane
- Kivégezzük nagyapádat (Wir richten deinen Großvater hin), geschrieben 1974–77, erste Auflage 1982, zweite Auflage, Version ohne Verstümmelungen 2014
- Oszlik a bál/Utójáték (Ende des Balls/Nachspiel), erste Auflage 1991, zweite Auflage 2000; auch in rumänischer und russischer Übersetzung erschienen
- Séta gramofonzenére (Spaziergang auf Gramophonmusik), 1985, 1996, 2006; in deutscher Übersetzung mit dem Titel Spaziergang mit Frauen und Böcken erschienen, auch in rumänischer, polnischer und russischer Übersetzung erschienen
- A megfigyelő (Der Beobachter), 1987
- Utóvéd (Nachhut), 1996
- Ki látott minket meztelenül? (Érzelmes, szép művészregény) [Wer hat uns unbekleidet gesehen? (Ein gefühlvoller, schöner Künstlerroman)], 1998
- Székely Jeruzsálem (Szekler Jerusalem), 2000, 2001, 2008, 2011, 2013; auch in französischer und rumänischer Übersetzung erschienen, polnische und russische Übersetzung in Vorbereitung
- Aletta bárkája (Alettas Kanh), 2006, 2007
- Múlt évezred Marienbadban (Vergangenes Jahrtausend zu Marienbad), 2009
- Valaki átment a havon (Kisregények és nagyregények) [Jemand ist durch den Schnee gegangen (Kleinromane und Großromane)], 2008
- Csodálatos országokba hoztalak (Ich habe dich in wunderbare Länder gebracht), 2013
- Makámaszútra (Kisregények és nagyregények az  ideiglenes emberi érintkezések zónájából) [Makamasutra (Kleinromane und Großromane aus der Zone vorläufiger menschlichen Kontakte)], 2016

### Erzählbände
- Progéria (történetek) [Progerie (Geschichten)], 1982
- Kivégzősdi (elbeszélések) [Hinrichtungsspiel (Erzählungen)], 1994
- Ragyog az ég, akár az aszfalt („Pontos történet“) [Der Himmel strahlt wie der Asphalt („Eine genaue Geschichte“)], 2014

### Serie Schelmische Muse
- A nagy átmenetelés (Der große Durchmarsch), 1989; (Vígregények - Heitere Romane, 2013)
- Vígesztendő - A humor körforgása a természetben (Das heitere Jahr - Kreislauf des Humors in der Natur), 2014

### Essay-Bände
- Helyzettudat és irodalom (kismonográfia Méliusz Józsefről) (Situationsbewußtsein und Literatur [Kleinmonographie über József Méliusz]), 1980
- Szinopszis (napi kritikák) (Synopsis [tägliche Kritiken]), 1981
- Torzmagyar (helyzettudatok - és irodalmunk egyetemessége) (Der missgebildete Ungar [Situationsbewusstsein - und die Universalität unserer Literatur]), 2004
- Szavak a csúcson, közbeszéd és „elit“-beszéd (esszék) (Worte auf dem Gipfel, Gemeinsprache und „Elite“-Sprache [Essays]), 2009
- Gyermekvilág trilógia (I.): A hazugság forradalma (A kisgyermek és a valóság) (Kinderwelt-Trilogie [I.]: Die Revolution der Lüge [Das kleine Kind und die Realität]), 2001
- Gyermekvilág tirlógia (II.): Ribizli-kávé (A gyermek nyelve és világa) (Kinderwelt-Trilogie [II.]: Johannisbeere-Kaffe [Die Sprache und die Welt des Kindes]), 2009
- Gyermekvilág trilógia (III.): Láss csodát! (A rajzban gondolkodó gyermek) (Kinderwelt-Trilogie [III.]: Welch ein Wunder! [Das in Zeichnungen denkende Kind]), 2010

### Märchen-Romane
- A Zöld Sivatag vőlegénye, avagy Kokó Samuék vándorútja (meseregény) [Der Bräutigam der Grünen Wüste, oder der Wanderweg von Kokó Samu (Märchenroman)], 1981, 1994, 2005, 2014
- Burgum Bélus sorozat (I.): Burgum Bélus, a mesterdetektív [Serie Burgum Bélus (I.): Burgum Bélus, der Meisterdetektiv], letzte Ausgabe 2010
- Burgum Bélus sorozat (II.): Az elrabolt Burgum Bélus [Serie Burgum Bélus (II.): Der geraubte Burgum Bélus), letzte Ausgabe 2014
- Burgum Bélus sorozat (III.): A celeb énekes nyuszi [Serie Burgum Bélus (III.): Celebrity Singerhäschen), letzte Ausgabe 2014
- Serie Burgum Bélus (IV.): Égi elefantok, avagy Burgum Bélus nyomozásai a világűrben [Serie Burgum Bélus (IV.): Himmlische Elefanten, oder die Ermittlungen von Burgum Bélus im Weltall), 1985, neue Ausgabe in Vorbereitung
- Burgum Bélus sorozat (V.): A rettenthetetlen vízi-medve, avagy Burgum Bélus nyomozásai az óceánban [Burgum Bélus Serie (V.): Der unerschrockene Wasserbär, oder die Ermittlungen von Burgum Bélus im Ozean], 1988, neue Ausgabe in Vorbereitung
- Burgumburg-füzetek (2010-2011) [Burgumburg-Hefte (2010–2011)]
- Háry János Aakadémia sorozat: Száz lábnak is egy a vége (Hihetetlen történetek és mesék) [Serie Háry János Akademie: Auch hundert Füße haben ein Ende (Unglaubliche Geschichten und Märchen)], 2011
- Háry János Akadémia sorozat: Én ne lennék eszes gyerek? (Serie Háry János Akademie: Wäre ich kein gescheiter Bub?), 2013
- Háry János Akadémia sorozat: Háry János és Jeromos, az okos szamár (Serie Háry János Akademie: Háry János und Jeromos, der gescheite Esel), 2015

### Übersetzungen
- I. Grigorescu: A szennyezett éden (Das verschmutzte Eden), 1976
- Marin Sorescu: Egyszer repülni akartam... (Ich wollte einmal fliegen…), 1982
- Mircea Nedelciu: Jenny avagy a szépséges irodistalány balladája (elbeszélés, Borsi-Kálmán Bélával) [Jenny, oder die Ballade des allerschönen Büromädchens (Erzählung, gemeinsam mit Béla Borsi-Kálmán)], 1996